# ヘナン・バラオン
ヘナン・バラオン（Renan Barão、1987年1月31日 - ）は、ブラジルの男性総合格闘家。リオグランデ・ド・ノルテ州ナタル出身。ノヴァウニオン/アメリカン・トップチーム所属。元UFC世界バンタム級王者。ヘナン・バラオとも表記される。

## 来歴
14歳からボクシングを始め、その後ブラジリアン柔術を学んだ。
2005年4月14日、デビュー戦を判定負け。
2008年11月29日、修斗南米大陸ライト級（-65kg）王座決定戦でアレッシャンドリ・ピニェイロと対戦し、腕の負傷でTKO勝ちを収め王座獲得に成功した。
その後は母国ブラジルで小規模団体に出場しキャリアを積み、ノーコンテストを挟んで23連勝を収めた。

### WEC
2010年6月20日、WEC初参戦となったWEC 49でアンソニー・レオーネと対戦し、腕ひしぎ十字固めで一本勝ちを収めた。

### UFC
2011年5月28日、UFC初参戦となったUFC 130でコール・エスコベドと対戦し、判定勝ち。
2011年11月5日、UFC 138でブラッド・ピケットと対戦し、チョークスリーパーで一本勝ち。ファイト・オブ・ザ・ナイトを受賞した。
2012年7月7日、UFC 149のUFC世界バンタム級暫定王座決定戦でユライア・フェイバーと対戦し、判定勝ちを収め暫定王座獲得に成功した。
2013年2月16日、UFC on Fuel TV 7でバンタム級ランキング2位のマイケル・マクドナルドとUFC世界バンタム級暫定王座の防衛戦で対戦。4Rに肩固めで一本勝ちを収め暫定王座の初防衛に成功。サブミッション・オブ・ザ・ナイトを受賞した。
2013年9月21日、UFC 165でバンタム級ランキング4位のエディ・ワインランドとUFC世界バンタム級暫定王座の防衛戦で対戦。2Rに右バックスピンキックでダウンを奪い、追撃のパウンドでTKO勝ちを収め暫定王座の2度目の防衛に成功。ノックアウト・オブ・ザ・ナイトを受賞した。
その後、正規王者であったドミニク・クルーズの再度の負傷欠場で王座を剥奪され、バラオンが正規王座に認定された。
2014年2月1日、UFC 169でバンタム級ランキング1位のユライア・フェイバーと再戦し、1RTKO勝ち。UFC世界バンタム級王座の初防衛（暫定王座防衛を含めると通算3度目の防衛）に成功した。
2014年5月24日、UFC 173でバンタム級ランキング4位のTJ・ディラショーとUFC世界バンタム級王座の防衛戦で対戦し、5RTKO負けで、防衛に失敗し王座陥落。デビュー戦で敗れて以来、ノーコンテスト1試合を挟んで32連勝中であったが、実に9年1か月ぶりの敗戦となった。試合には敗れたものの、ファイト・オブ・ザ・ナイトを受賞した。
2014年8月30日のUFC 177でUFC世界バンタム級王者のTJ・ディラショーと再戦する予定であったが、減量中に浴室で転倒し、病院に搬送されたため欠場する事となった。
2014年12月20日、UFC Fight Night: Machida vs. Dollawayでバンタム級ランキング14位のミッチ・ガニョンと対戦し、肩固めで一本勝ち。パフォーマンス・オブ・ザ・ナイトを受賞した。
2015年7月25日、UFC on FOX 16のUFC世界バンタム級タイトルマッチで王者TJ・ディラショーと再戦し、パンチラッシュでTKO負けを喫し王座獲得に失敗した。
2016年5月29日、フェザー級転向初戦となったUFC Fight Night: Almeida vs. Garbrandtでフェザー級ランキング9位のジェレミー・スティーブンスと対戦し、0-3の判定負け。敗れはしたものの、ファイト・オブ・ザ・ナイトを受賞した。
2018年2月24日、バンタム級再転向となったUFC on FOX 28でブライアン・ケレハーと対戦し、判定負けを喫した。

## 戦績
| 総合格闘技 戦績 | 総合格闘技 戦績 | 総合格闘技 戦績 | 総合格闘技 戦績 | 総合格闘技 戦績 | 総合格闘技 戦績 | 総合格闘技 戦績 |
| --------------- | --------------- | --------------- | --------------- | --------------- | --------------- | --------------- |
| 45 試合         | (T)KO           | 一本            | 判定            | その他          | 引き分け        | 無効試合        |
| 34 勝           | 8               | 15              | 11              | 0               | 0               | 1               |
| 10 敗           | 3               | 0               | 6               | 1               | 0               | 1               |

| 勝敗 | 対戦相手                           | 試合結果                                     | 大会名                                                                       | 開催年月日     |
| ×    | ユライア・フェイバー               | 5分3R終了 判定0-3                            | GFL 1                                                                        | 2025年5月24日  |
| ×    | ダグラス・シウバ・ジ・アンドラージ | 5分3R終了 判定0-3                            | UFC Fight Night: Błachowicz vs. Jacaré                                       | 2019年11月16日 |
| ×    | ルーク・サンダース                 | 2R 1:01 KO（左ストレート→パウンド）          | UFC on ESPN 1: Ngannou vs. Velasquez                                         | 2019年2月17日  |
| ×    | アンドレ・イーウェル               | 5分3R終了 判定1-2                            | UFC Fight Night: Santos vs. Anders                                           | 2018年9月22日  |
| ×    | ブライアン・ケレハー               | 5分3R終了 判定0-3                            | UFC on FOX 28: Emmett vs. Stephens                                           | 2018年2月24日  |
| ×    | アルジャメイン・スターリング       | 5分3R終了 判定0-3                            | UFC 214: Cormier vs. Jones 2                                                 | 2017年7月29日  |
| ○    | フィリップ・ノヴァー               | 5分3R終了 判定3-0                            | UFC Fight Night: Cyborg vs. Lansberg                                         | 2016年9月24日  |
| ×    | ジェレミー・スティーブンス         | 5分3R終了 判定0-3                            | UFC Fight Night: Almeida vs. Garbrandt                                       | 2016年5月29日  |
| ×    | TJ・ディラショー                   | 4R 0:35 TKO（スタンドパンチ連打）            | UFC on FOX 16: Dillashaw vs. Barao 2 【UFC世界バンタム級タイトルマッチ】     | 2015年7月25日  |
| ○    | ミッチ・ガニョン                   | 3R 3:53 肩固め                               | UFC Fight Night: Machida vs. Dollaway                                        | 2014年12月20日 |
| ×    | TJ・ディラショー                   | 5R 2:26 TKO（右フック→パウンド）             | UFC 173: Barao vs. Dillashaw 【UFC世界バンタム級タイトルマッチ】             | 2014年5月24日  |
| ○    | ユライア・フェイバー               | 1R 3:42 TKO（右フック→パウンド）             | UFC 169: Barao vs. Faber 【UFC世界バンタム級タイトルマッチ】                 | 2014年2月1日   |
| ○    | エディ・ワインランド               | 2R 0:35 TKO（右バックスピンキック→パウンド） | UFC 165: Jones vs. Gustafsson 【UFC世界バンタム級暫定タイトルマッチ】        | 2013年9月21日  |
| ○    | マイケル・マクドナルド             | 4R 3:57 肩固め                               | UFC on Fuel TV 7: Barao vs. McDonald 【UFC世界バンタム級暫定タイトルマッチ】 | 2013年2月16日  |
| ○    | ユライア・フェイバー               | 5分5R終了 判定3-0                            | UFC 149: Faber vs. Barao 【UFC世界バンタム級暫定王座決定戦】                 | 2012年7月21日  |
| ○    | スコット・ヨルゲンセン             | 5分3R終了 判定3-0                            | UFC 143: Diaz vs. Condit                                                     | 2012年2月4日   |
| ○    | ブラッド・ピケット                 | 1R 4:09 リアネイキドチョーク                 | UFC 138: Leben vs. Munoz                                                     | 2011年11月5日  |
| ○    | コール・エスコベド                 | 5分3R終了 判定3-0                            | UFC 130: Rampage vs. Hamill                                                  | 2011年5月28日  |
| ○    | クリス・カリアソ                   | 1R 3:47 リアネイキドチョーク                 | WEC 53: Henderson vs. Pettis                                                 | 2010年12月16日 |
| ○    | アンソニー・レオーネ               | 3R 2:29 腕ひしぎ十字固め                     | WEC 49: Varner vs. Shalorus                                                  | 2010年6月20日  |
| ○    | セルジオ・シウバ                   | 5分3R終了 判定3-0                            | Jungle Fight 17: Vila Velha                                                  | 2010年2月27日  |
| ○    | ジョルジ・エンシソ                 | 1R 3:42 リアネイキドチョーク                 | Platinum Fight Brazil 2                                                      | 2009年12月5日  |
| ○    | マルシオ・ヌネス                   | 1R 2:45 キムラロック                         | Eagle Fighting Championship                                                  | 2009年9月26日  |
| ○    | パウロ・ダンタス                   | 5分3R終了 判定3-0                            | Shooto 13                                                                    | 2009年8月27日  |
| ○    | ジュランジール・サルジーニャ       | 2R 0:21 TKO（パンチ）                        | Platinum Fight Brazil                                                        | 2009年8月13日  |
| ○    | アンドレ・ルイス                   | 3R 1:38 三角絞め                             | Watch Out Combat Show 3                                                      | 2009年3月19日  |
| ○    | アレッシャンドリ・ピニェイロ       | 3R 0:58 TKO（腕の負傷）                      | Shooto Brazil 9 【修斗南米大陸ライト級王座決定戦】                           | 2008年11月29日 |
| ○    | ホジェリオ・シウバ                 | 2R 3:21 リアネイキドチョーク                 | Watch Out Combat Show 2                                                      | 2008年9月25日  |
| ○    | ヴィリアム・ポルフィリオ           | 1R 2:25 KO（膝蹴り）                         | Watch Out Combat Show 2                                                      | 2008年9月25日  |
| ○    | ファビアーノ・ルーカス             | 5分3R終了 判定3-0                            | Shooto Brazil 8                                                              | 2008年8月30日  |
| ○    | ジェトロン・ペレイラ               | 1R 4:56 腕ひしぎ十字固め                     | Leal Combat                                                                  | 2008年6月5日   |
| ○    | ホナウド・フィゲイレド             | 5分3R終了 判定3-0                            | Natal Cage Vale Tudo                                                         | 2008年5月23日  |
| ○    | ヴィリアム・ヴァイアナ             | 5分3R終了 判定3-0                            | Shooto Brazil 6                                                              | 2008年4月19日  |
| －   | クラウデミール・ソウザ             | 1R終了時 ノーコンテスト（反則）              | Black Bull Vale Tudo                                                         | 2007年12月12日 |
| ○    | ダニーロ・ノローニャ               | 1R 0:33 リアネイキドチョーク                 | Shooto Brazil 4                                                              | 2007年10月27日 |
| ○    | エリナルド・ホドリゲス             | 1R 1:33 アンクルホールド                     | Shooto Brazil 3: The Evolution                                               | 2007年7月7日   |
| ○    | カルロス・ヘイジ                   | 1R 三角絞め                                  | Garra Fight                                                                  | 2007年4月25日  |
| ○    | ジャナイルソン・ペレイラ           | 5分3R終了 判定2-1                            | Garra Fight                                                                  | 2007年4月25日  |
| ○    | ホニー・ジェイソン                 | 5分3R終了 判定2-1                            | Cage Fight Nordeste                                                          | 2006年11月9日  |
| ○    | カイオ・ウェブソン                 | 1R 2:45 TKO（パンチ）                        | Nordeste Combat Championship                                                 | 2006年9月6日   |
| ○    | グレイゾン・メネゼス               | 1R 膝十字固め                                | Rino's FC 2                                                                  | 2006年6月8日   |
| ○    | ダンデ                             | 1R KO                                        | Fight Ship Looking Boy 2                                                     | 2005年11月22日 |
| ○    | アニスタヴィオ・メデイロス         | 2R 3:41 リアネイキドチョーク                 | Mossoro Fight                                                                | 2005年8月26日  |
| ○    | メルク・フレイタス                 | 3R 1:41 TKO（パンチ）                        | Tremons Fight                                                                | 2005年5月13日  |
| ×    | ジョアン・パウロ・ホドリゲス       | 5分3R終了 判定0-3                            | Heat FC 3                                                                    | 2005年4月14日  |

## 獲得タイトル
- 初代修斗南米大陸ライト級王座（2008年）
- UFC世界バンタム級暫定王座（2012年）
- 第2代UFC世界バンタム級王座（2013年）

## 表彰
- ブラジリアン柔術 黒帯
- UFC ファイト・オブ・ザ・ナイト（3回）
- UFC ノックアウト・オブ・ザ・ナイト（1回）
- UFC サブミッション・オブ・ザ・ナイト（1回）
- UFC パフォーマンス・オブ・ザ・ナイト（1回）